# Suprangular

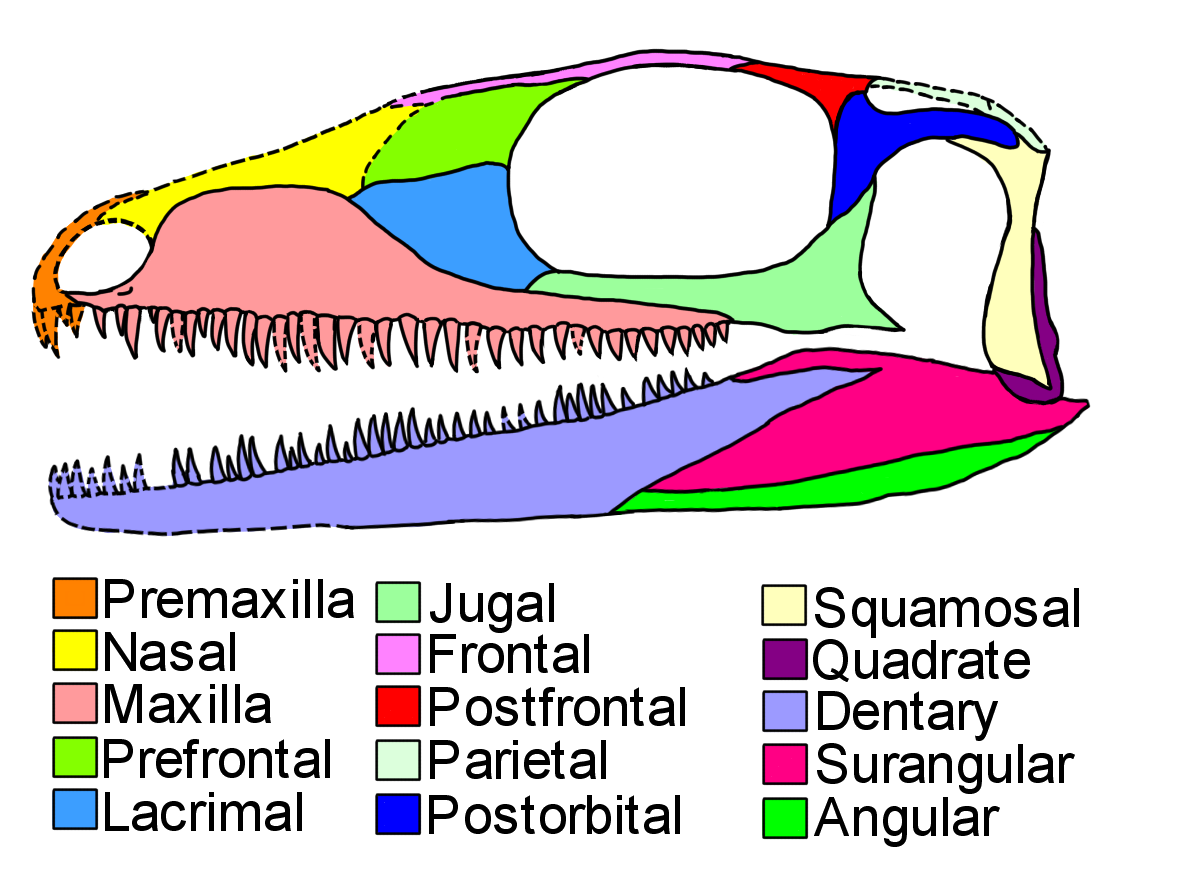
Foto s

El Suprangular o surangular es un hueso de la mandíbula que se encuentra en la mayoría de los vertebrados terrestres, a excepción de los mamíferos. Está por lo general en la parte posterior de la mandíbula, en el borde superior, y está conectado a todos los otros huesos de la mandíbula: dentario, angular, esplénica y articular. A menudo es un sitio de fijación de músculos.
- Datos: Q7644727